# Авалдснес
Авалдснес, Блок 16/3-4 (англ. Avaldsnes) — крупное нефтяное месторождение в акватории Северного моря. Открыто в июле 2011 года.
Авалдснес связан с другим крупным нефтяным месторождением, Олдос.
Нефтеносность установлена в юрских отложениях. Начальные запасы нефти по предварительным оценкам составляют от 200 до 400 млн баррелей извлекаемых запасов нефтяного эквивалента.
Оператором Авалдснеса является шведская нефтяная компания Lundin (англ., 40 %). Другие партнеры проекта является Maersk Oil (англ., 20 %) и Statoil (40 %).